# Blastomeryx
Blastomeryx — вимерлий рід кабарг, ендемік Північної Америки. Він жив в епоху міоцену 20,4—10,3 млн років тому. Може бути лише один вид Blastomeryx gemmifer.
Бластомерикс мав довжину 75 сантиметрів і був схожий на сучасних оленцевих. Його ікла були подовжені в бивні, які він, ймовірно, використовував, щоб виривати рослини та відбиватися від хижаків. У той час як бластомерикс (як і сучасний кабарга) не мав рогів, середньоміоценовий вид мав кістяні шишки на черепі, які були інтерпретовані як початкові роги.